# Escharina dutertrei
Escharina dutertrei är en mossdjursart som först beskrevs av Jean Victor Audouin 1826.  Escharina dutertrei ingår i släktet Escharina och familjen Escharinidae.

## Underarter
Arten delas in i följande underarter:
- E. d. haywardi
- E. d. protecta
- E. d. foliacea